# 紅目天蠶蛾
紅目天蠶蛾（学名：Antheraea formosana）为天蠶蛾科目天蠶蛾屬下的一个种。